# Villiers-Saint-Georges
Villiers-Saint-Georges település Franciaországban, Seine-et-Marne megyében. Lakosainak száma 1159 fő (2022. január 1.). Villiers-Saint-Georges Bouchy-Saint-Genest, Saint-Bon, Augers-en-Brie, Beauchery-Saint-Martin, Louan-Villegruis-Fontaine, Montceaux-lès-Provins, Sancy-lès-Provins és Voulton községekkel határos.

## Népesség
A település népessége az elmúlt években az alábbi módon változott:
| Lakosok száma | 1210 | 1214 | 1245 | 1231 | 1210 | 1189 | 1168 | 1165 | 1159 |
|               | 2013 | 2015 | 2016 | 2017 | 2018 | 2019 | 2020 | 2021 | 2022 |